# رام مادهاف
رام مادهاف (بالهندية: राम माधव)‏ (بالإنجليزية: Ram Madhav) هو سياسي هندي، ولد في 22 أبريل 1965. حزبياً، نشط في بهاراتيا جاناتا.